# Ginnungagap
Ginnungagap ("moguća praznina" ili "skačući skok") je u nordijskoj mitologiji je bio prostor između Niflheima i Muspelheima prije stvaranja. Na sjeveru Ginnungagapa, nalazi se ciča zima Niflheima, a na jugu nepodnošljiva vrućina Muspelheima. 